# Pseudolarentia cineraria
Pseudolarentia cineraria là một loài bướm đêm trong họ Geometridae.